# Eriococcus stenoclini
Eriococcus stenoclini är en insektsart som beskrevs av Mamet 1950. Eriococcus stenoclini ingår i släktet Eriococcus och familjen filtsköldlöss.
Artens utbredningsområde är Madagaskar. Inga underarter finns listade i Catalogue of Life.